# Qara, Syria
Qara hoặc Kara (tiếng Ả Rập: قارة) là một thành phố của Syria ở huyện An-Nabek thuộc tỉnh Rif Dimashq. Nó nằm giữa dãy núi Qalamoun và dãy núi phía đông Liban, 95 kilômét (59 mi)  về phía bắc thủ đô Damascus trên đường đến thành phố Homs. Theo Cục Thống kê Trung ương Syria (CBS), Qara có dân số 12.508 trong cuộc điều tra dân số năm 2004. Cư dân của nó chủ yếu là người Hồi giáo Sunni và Cơ đốc giáo chính thống và Công giáo Hy Lạp.

## Lịch sử
Đây là thị trấn cực nam trong khu quân sự Jund Hims của Greater Syria trong Umayyad Caliphate. Abu'l-Fida đã mô tả nó trong cuốn Địa lý năm 1321 của ông là "một ngôi làng lớn nằm giữa Damascus và Homs. Nó là một trạm dừng cho các đoàn lữ hành. Hầu hết cư dân của nó là Kitô hữu. Nó nằm 1 ½ từ Homs và 2 diễu hành từ Damascus. "  Từ thế kỷ 14, Qara đã bị lu mờ bởi một người Nabek, người hàng xóm của nó ở phía nam.
Học giả Sufi Abd al-Ghani al-Nabulsi đã đến thăm Qara vào năm 1690, nhận xét rằng những ngôi nhà của ngôi làng "rất nhỏ", gây nhầm lẫn với sự không thân thiện của người dân là dấu hiệu của sự thù địch với người ngoài. Tuy nhiên, các điều kiện của Qara là phổ biến tại các ngôi làng nằm trong khu vực bất hợp pháp của Levant tại thời điểm đó. Mặc dù dân số của Qara ban đầu là Cơ đốc giáo, nhưng vào thế kỷ 17, đây là một ngôi làng Hồi giáo hỗn hợp.